# Diogo Jota
Diogo José Teixeira da Silva (4. prosince 1996 Porto – 3. července 2025 Zamora, Španělsko), známý jako Diogo Jota (portugalská výslovnost: [ˈʒɔtɐ]), byl portugalský profesionální fotbalista, který hrál na pozici útočníka za portugalskou reprezentaci a klub Liverpool FC kam přestoupil v září 2020 za částku 41 milionů £.
Profesionální fotbal začal hrát v Paços de Ferreira, po dvou sezónách v portugalské Primeira Lize se přesunul do španělského Atlética Madrid, následně šel hostovat do Porta a Wolverhamptonu Wanderers. V roce 2018 se přestěhoval do druhého jmenovaného klubu na trvalo.
Jota hrál za Portugalské reprezentační týmy do 19 let, do 21 let a do 23 let. V roce 2019 debutoval v reprezentačním áčku.
3. července 2025 tragicky se svým bratrem (André Silva) zahynul při autonehodě.

## Klubová kariéra

### Paços de Ferreira
Jota se narodil v Portu a připojil se k akademii FC Paços de Ferreira v roce 2013. Na začátku sezóny 2014/2015 se dostal do hlavního družstva a svůj první zápas odehrál 19. října 2014, když pomohl k výhře 4:0 nad Atlético SC v třetím kole Taça de Portugal.
Jota se poprvé objevil v Primeira Lize dne 20. února 2015, když v zápase proti Vitórii de Guimarães nahradil Dioga Rosada. 17. května vstřelil v soutěži své první dvě branky, když otočil zápas s Académicou de Coimbra a stal se nejmladším hráčem, který v tomto klubu vstřelil gól v nejvyšší soutěži.
Dne 30. května 2015 podepsal Jota novou pětiletou dohodu s Paçosem, smlouvu prodloužil až do roku 2020. V prvním utkání sezóny, při výhře 1:0 nad Académicou na Estádio da Mata Real17. srpna, byl ke konci zápasu vyloučen za postrčení Huga Seca; Ricardo Nascimento byl následně také vyloučen za odvetný zákrok na Jotu.

### Atlético Madrid
Dne 14. března 2016 uzavřel Jota pětiletou smlouvu s Atléticem Madrid s platností od 1. července. 26. srpna se však vrátil do své vlasti a připojil se k FC Porto na roční hostování. 1. října vstřelil hattrick v první polovině zápasu při vítězství 4:0 proti CD Nacional.

### Wolverhampton Wanderers
25. července 2017 se Jota přestěhoval do anglického klubu Wolverhampton Wanderers, hrající EFL Championship, na sezónní hostování. Svůj první gól vstřelil 15. srpna při vítězství 3:2 nad Hull City.
30. ledna 2018 bylo oznámeno, že byla uzavřena trvalá dohoda s Jotou, která vstoupila v platnost dne 1. července. Ve svém prvním roce skóroval 17 gólů, nejvíce v jeho dosavadní kariéře. Wolves v této sezóně skončili na prvním místě, takže si zajistili postup do Premier League.
Jota debutoval v anglické nejvyšší soutěži 11. srpna 2018 a odehrál celých 90 minut v domácím zápase proti Evertonu. Svůj první gól v lize vstřelil 5. prosince, při zápase proti londýnské Chelsea. Jeho druhý gól přišel o čtyři dny později, v zápase proti Newcastle United.
Dne 19. ledna 2019 Jota vstřelil hattrick proti Leicesteru City, prohře 4:3 však nezabránil. Byl po Cristianu Ronaldovi teprve druhým portugalským hráčem, kterému se to povedlo. Byl to jeho první hattrick v klubu, zároveň byl také prvním hráčem Wolves, kterému se povedlo dít tři góly v jednom utkání nejvyšší anglické soutěže od roku 1977, kdy to dokázal John Richards, proti stejnému soupeři v Football League First Division.
25. července vstřelil 2 góly v zápase 2. předkola Evropské ligy UEFA proti Crusaders, byl to první gól Wolverhamptonu v Evropských pohárech od roku 1980. 15. srpna dal Jota další branku v této soutěži, když se prosadil proti Pjuniku Jerevan
V základní skupině Evropské ligy, v zápase proti Beşiktaşi 12. prosince 2019, nahradil Jota krajana Rúbena Nevese v 56. minutě prozatím bezgólového utkání, skóroval po 72 sekundách a během dvanácti minut dokončil hattrick, Wolves tak zvítězili 4:0. 20. února následujícího roku vsítil další hattrick při výhře nad RCD Espanyol v prvním zápase šestnáctifinále Evropské ligy. Jotovo 131. a poslední utkání v dresu Wolves před přestupem do Liverpoolu 19. září 2020 bylo ve čtvrtfinále Evropské ligy proti Seville 11. srpna 2020, nastoupil do druhého poločasu utkání, které Sevilla vyhrála 1:0.

### Liverpool
Dne 19. září 2020 přestoupil do Liverpoolu, když podepsal dlouholetou smlouvu, za přestupovou částku okolo 41 milionů liber. Debutoval v EFL Cupu o pět dní později, když nastoupil jako náhradník do druhé poloviny utkání proti Lincoln City při výhře 7:2. 28. září skóroval při svém debutu za klub v Premier League, když zvyšoval na 3:1 v utkání proti Arsenalu na Anfieldu. 25. října vstřelil Jota vítězný gól při vítězství 2:1 nad Sheffieldem United opět na Anfieldu.
O tři dny později vstřelil Jota 10 000. gól klubu v jejich historii, když otevřel skóre proti FC Midtjylland v zápase Ligy mistrů UEFA. 3. listopadu zaznamenal hattrick při výhře 5:0 nad Atalantou v Lize mistrů. Přitom se Jota stal prvním hráčem od Robbieho Fowlera v roce 1993, který ve svých prvních 10 zápasech v dresu Liverpoolu vstřelil 7 gólů. 22. listopadu vstřelil Jota druhý gól při vítězství 3:0 nad Leicesterem City a stal se prvním hráčem Liverpoolu, který skóroval v každém ze svých prvních čtyř domácích zápasů v Premier League. Za své výkony v říjnu získal ocenění pro klubového hráče měsíce podle fanoušků. 9. prosince utrpěl Jota zranění nohy během zápasu Ligy mistrů UEFA proti Midtjyllandu, které ho na dva měsíce vyřadilo.

## Reprezentační kariéra
Jota začal hrát za Portugalské mládežnické výběry až v úrovní do 19 let a svůj první gól vstřelil 29. května 2015 v zápase proti Turecku v kvalifikační fázi mistrovství Evropy UEFA do 19 let.
Dne 25. května 2018 Jota otočil přátelský zápas, v kategorii do 21 let, nad Itálii, které se konalo v Estorilu.
V březnu 2019 byl Jota poprvé povolán do seniorské reprezentace do utkání kvalifikace na Euro 2020 proti Ukrajině a Srbsku. Stále bez startu, byl součástí týmu, který v červnu vyhrál finále Ligy národů UEFA 2019 na domácí půdě, ale v zápasech se neobjevil. Dne 14. listopadu téhož roku debutoval v 84. minutě utkání kvalifikace UEFA Euro 2020 proti Litvě jako náhradník za Cristiana Ronalda. Svůj první reprezentační gól vstřelil 5. září 2020 při výhře 4:1 nad Chorvatskem v Lize národů UEFA.

## Statistiky

### Klubové
K zápasu ohranému 9. prosince 2020
| Klub                  | Sezóna  | Liga           | Liga   | Liga | Národní pohár | Národní pohár | Ligový pohár | Ligový pohár | Evropské poháry | Evropské poháry | Celkem | Celkem |
| Klub                  | Sezóna  | Liga           | Zápasy | Góly | Zápasy        | Góly          | Zápasy       | Góly         | Zápasy          | Góly            | Zápasy | Góly   |
| --------------------- | ------- | -------------- | ------ | ---- | ------------- | ------------- | ------------ | ------------ | --------------- | --------------- | ------ | ------ |
| Paços Ferreira        | 2014/15 | Primeira Liga  | 10     | 2    | 1             | 1             | 0            | 0            | —               | —               | 11     | 3      |
| Paços Ferreira        | 2015/16 | Primeira Liga  | 31     | 12   | 1             | 0             | 2            | 0            | —               | —               | 34     | 12     |
| Paços Ferreira        | Celkem  | Celkem         | 41     | 14   | 2             | 1             | 2            | 0            | 0               | 0               | 45     | 15     |
| Atlético Madrid       | 2016/17 | La Liga        | 0      | 0    | —             | —             | —            | —            | —               | —               | 0      | 0      |
| Porto (host.)         | 2016/17 | Primeira Liga  | 27     | 8    | 1             | 0             | 1            | 0            | 8               | 1               | 37     | 9      |
| Wolverhampton (host.) | 2017/18 | Championship   | 44     | 17   | 1             | 1             | 1            | 0            | —               | —               | 46     | 18     |
| Wolverhampton         | 2018/19 | Premier League | 33     | 9    | 3             | 1             | 1            | 0            | —               | —               | 37     | 10     |
| Wolverhampton         | 2019/20 | Premier League | 34     | 7    | 0             | 0             | 0            | 0            | 14              | 9               | 48     | 16     |
| Wolverhampton         | Celkem  | Celkem         | 111    | 33   | 4             | 2             | 2            | 0            | 14              | 9               | 131    | 44     |
| Liverpool             | 2020/21 | Premier League | 9      | 5    | 0             | 0             | 2            | 0            | 6               | 4               | 17     | 9      |
| Celkem                | Celkem  | Celkem         | 188    | 60   | 7             | 3             | 7            | 0            | 28              | 14              | 230    | 77     |

### Reprezentační
K zápasu odehranému 17. listopadu 2020
| Portugalsko | Portugalsko | Portugalsko |
| Rok         | Zápasy      | Góly        |
| ----------- | ----------- | ----------- |
| 2019        | 2           | 0           |
| 2020        | 8           | 3           |
| Celkem      | 10          | 3           |

#### Reprezentační góly
K zápasu odehranému 17. listopadu 2020.
| Gól | Datum          | Místo                                       | Soupeř     | Skóre | Výsledek | Soutěž              |
| --- | -------------- | ------------------------------------------- | ---------- | ----- | -------- | ------------------- |
| 1.  | 5. září 2020   | Estádio do Dragão, Porto, Portugalsko       | Chorvatsko | 2:0   | 4:1      | Liga národů 2020/21 |
| 2.  | 14. října 2020 | Estádio José Alvalade, Lisabon, Portugalsko | Švédsko    | 2:0   | 3:0      | Liga národů 2020/21 |
| 3.  | 14. října 2020 | Estádio José Alvalade, Lisabon, Portugalsko | Švédsko    | 3:0   | 3:0      | Liga národů 2020/21 |

## Ocenění

### Klubové
Wolverhampton Wanderers
- EFL Championship: 2017/18[28]

### Reprezentační
Portugalsko
- Liga národů UEFA: 2018/19[29]

### Individuální
- Liverpoolský hráč měsíce: Říjen 2020, Listopad 2020
- Hráč měsíce Premier League podle fanoušků: Listopad 2020